# 落馬洲管制站

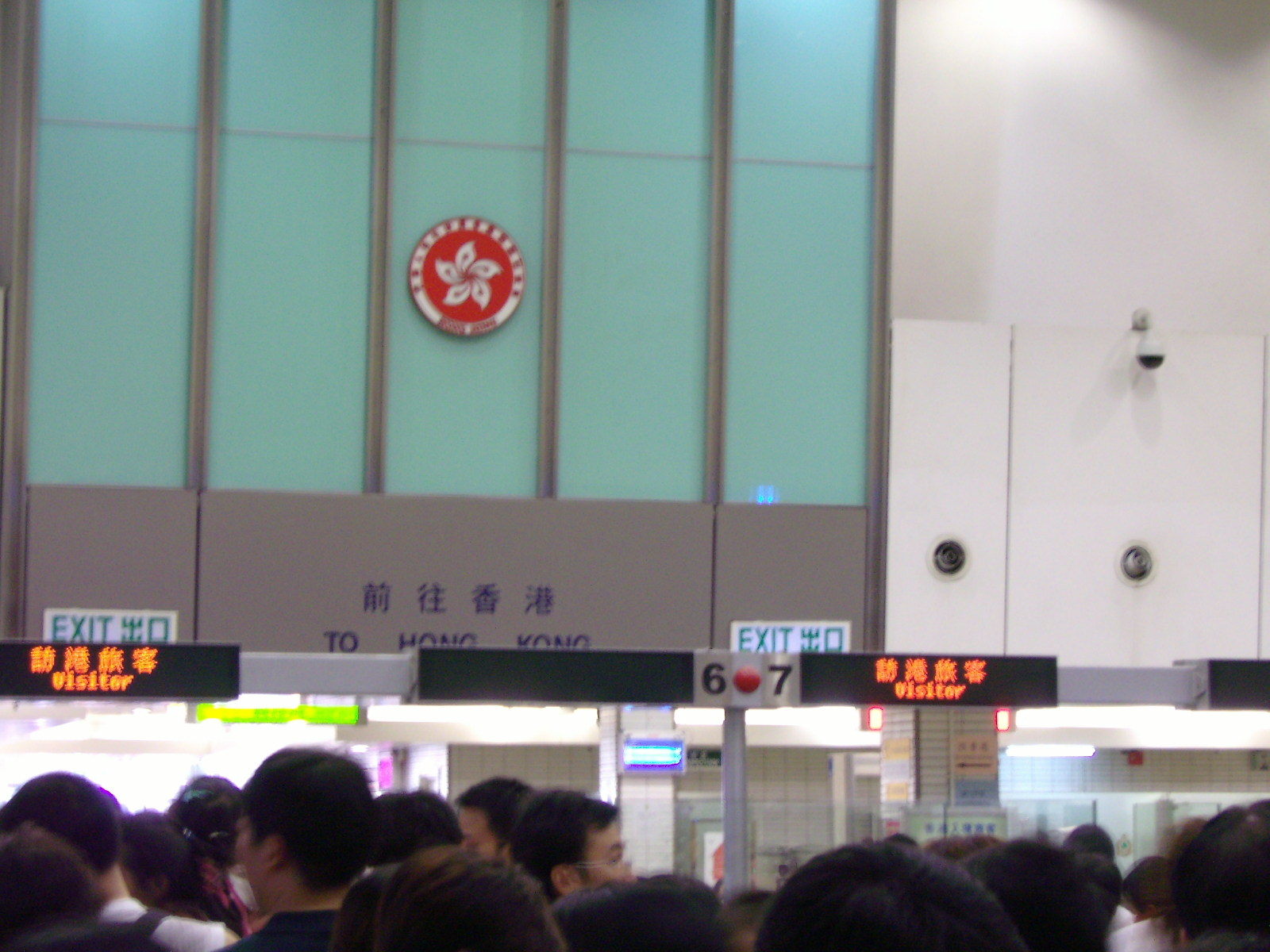
往香港方向的边检

落馬洲管制站（英語：Lok Ma Chau Control Point）位於香港新界落馬洲新深路，設有道路通往深圳皇崗口岸，是香港往中國大陸車輛交通的重要口岸之一。

## 歷史
香港與中國內地的公路車輛，原本只可經文錦渡往返。為舒緩中港道路交通需求，中港兩地政府在1980年代協議，由香港政府興建落馬洲管制站，連接至深圳皇崗口岸，而該管制站亦能緩減九龍車站（今紅磡站）和羅湖站在1981到88年間的擠壓情況。1989年12月29日貨檢通道正式通車。1991年8月8日，客運部分正式開通。管制站開放初期通關時間由每日早上9時至下午5時。由於接近新田公路和粉嶺公路，出入交通較方便，落馬洲管制站漸漸成為香港與中國內地最主要的陸路通道，通關時間亦多次延長，2001年12月1日延長至早上6時30分至凌晨零時。為應付凌晨時分市民往返中港的需求，2003年1月27日正式實施24小時通關。
因应新冠肺炎疫情，香港特区政府宣布需要进一步暂停部分香港出入境管制站运作，故自2020年2月4日起，落馬洲管制站暂時關閉。随着中港两地宣布全面通关安排，落馬洲管制站于2023年2月6日重开。

## 貨運
來往中港兩地的貨櫃車一般都經過落馬洲管制站往返中國大陸，隨著中港貨運貿易發展，現時管制站每日皆大排長龍。遇有特別事故，例如邊防電腦系統發生故障、風球除下及嚴重交通意外等，車龍更可能沿公路伸延至上水和錦繡花園等地

## 客運

### 直通巴士
前往内地的旅客，可在香港各區乘搭跨境巴士往返中國大陸。跨境巴士需在檢查大樓停站，旅客需下車接受邊防檢查。

### 穿梭巴士
旅客亦可乘搭香港各種交通工具至落馬洲，再轉乘皇巴士（或稱「黃巴士」）進入中國內地。落馬洲至皇崗口岸的穿梭巴士服務於1997年3月20日開始。

## 來往落馬洲/皇崗跨境巴士服務

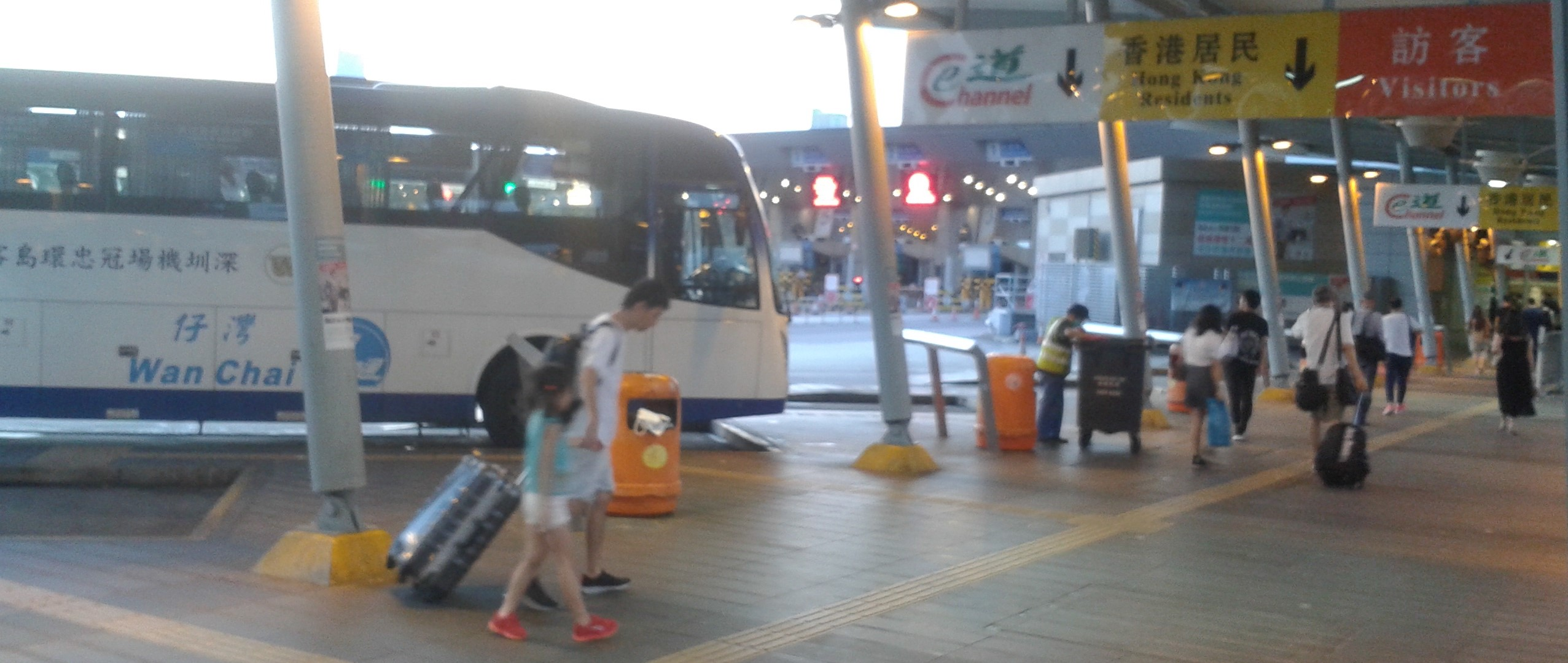
落马洲管制站跨境巴士下客区

在運輸署的規範下，業界共開設六條來往皇崗口岸及香港市區的跨境巴士服務，包括：
- 24小時跨境快線
  - 觀塘24小時跨境快線
    - 皇崗口岸 ⇄ 藍田站（經創紀之城第5期apm、九龍灣站）（回程加停鑽石山廣場）

  - 油尖24小時跨境快線
    - 皇崗口岸 ⇄ 尖沙咀柯士甸道香港童軍中心（經佐敦站）
- 跨境全日通
  - 灣仔跨境全日通
    - 灣仔 ⇄ 皇崗口岸

  - 旺角跨境全日通
    - 旺角 ⇄ 皇崗口岸

  - 錦上路跨境全日通
    - 錦上路站 ⇄ 皇崗口岸
- 中港直通快線
  - 荃灣愉景新城（早上）／荃灣站（深夜） ⇄ 皇崗口岸（經停港鐵荃灣車廠停車場入口對出）

此外，配合香港迪士尼樂園啟用，運輸署特別准許樂園快線投入服務。

## 來往落馬洲管制站之公共交通工具接駁

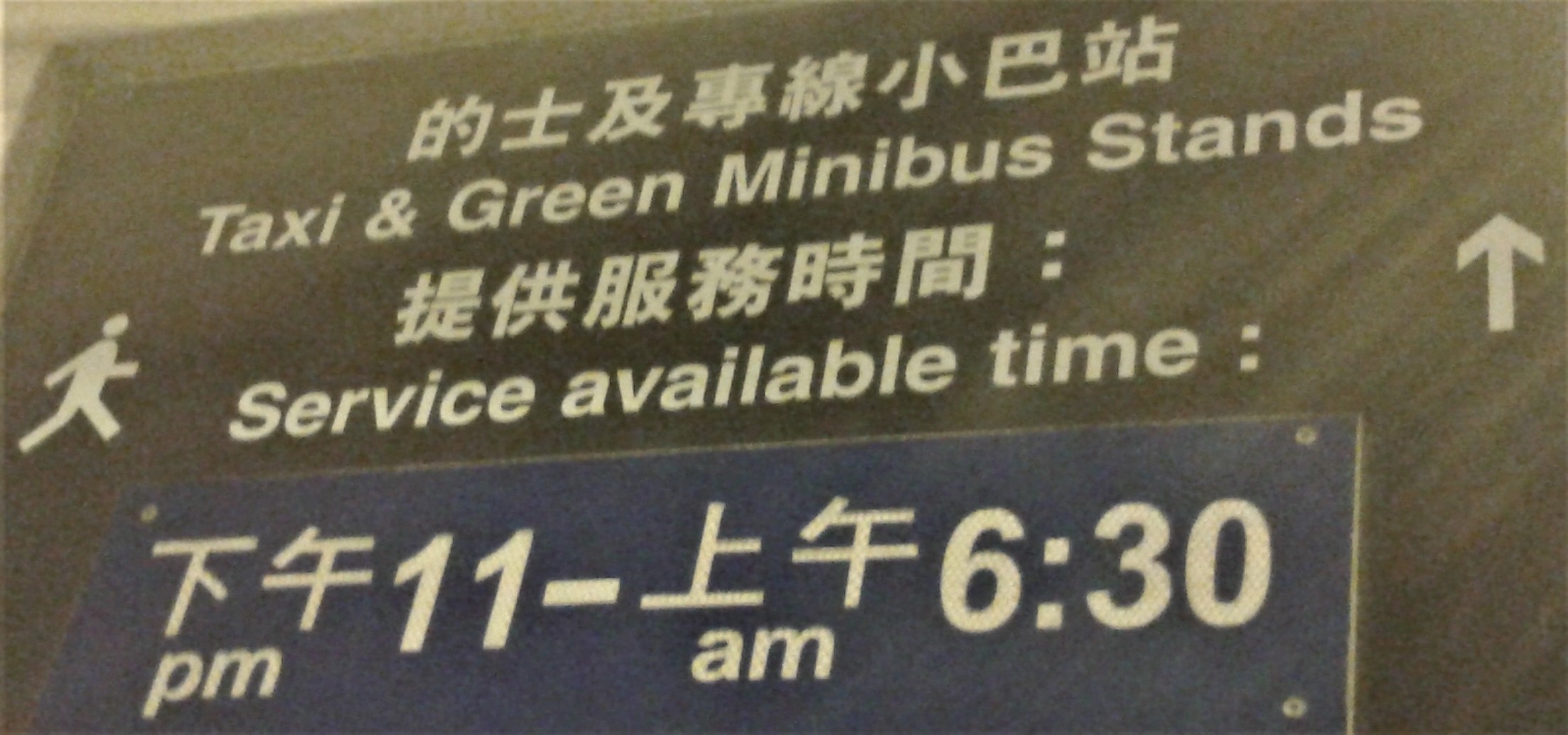
的士和專線小巴站指示牌

部份路線經停落馬洲管制站，另外路線為落馬洲轉車站或東鐵綫落馬洲站。
交通路線列表
 
交通路線列表

## 皇崗拆樓封關事件
2005年5月22日下午1時，深圳市政府以爆破形式拆卸皇崗口岸附近的漁農村18幢樓宇，落馬洲至皇崗的過境交通暫停約半小時，是落馬洲口岸在正常情況下首次暫時封關，拆卸工作順利完成。

## 參看
- 港鐵：東鐵綫落馬洲支綫 - 落馬洲站

## 外部連結
- 元朗區議會
- 元朗區分界圖 （页面存档备份，存于）
- 元朗網站 Yuen Long Special （页面存档备份，存于）
- 元朗遊記 The Incredible Journey of Yuen Long